# Dieter Elsneg
Dieter Elsneg (Wagna, 4 febbraio 1990) è un ex calciatore austriaco, di ruolo attaccante.

## Carriera

### Club
Nella stagione 2006-2007 Dieter esordisce in Bundesliga nella partita contro il Rapid Vienna persa dal Grazer AK per 2 a 0.
La stagione successiva il Grazer AK partecipa alla Erste Liga ed Elsneg viene impiegato in 25 partite segnando 11 gol. Nell'estate del 2008 si trasferisce al Frosinone insieme al connazionale Robert Gucher.
Nella prima parte della stagione viene impiegato soprattutto nella formazione Primavera, con la quale partecipa al Torneo di Viareggio 2009, per poi fare il suo esordio in Serie B in Frosinone-Sassuolo del 6 dicembre 2008. A fine stagione avrà totalizzato 8 presenze, impreziosite da una rete, contro l'AlbinoLeffe il 9 maggio 2009.

#### Sampdoria
Nella stagione 2009-2010 non è riuscito a entrare nei piani del tecnico Francesco Moriero e ha preferito, l'8 gennaio 2010, lasciare Frosinone per accasarsi alla Sampdoria, con la formula del prestito con diritto di riscatto per il club blucerchiato.
Il 23 gennaio 2010, segna il suo primo gol con la maglia blucerchiata nel Campionato Primavera sul campo dell'Empoli, partita che finisce con la vittoria della Sampdoria per 2-0.
Viene convocato per la prima volta in prima squadra in occasione di Parma-Sampdoria del 28 febbraio 2010.

#### Kapfenberger
L'11 luglio 2010 Dieter viene acquistato dal Kapfenberger che milita nella Bundesliga austriaca.
Il 21 giugno 2011 il Frosinone, detentore ancora del cartellino del giocatore, comunica di aver raggiunto l'accordo per il passaggio a titolo definitivo dell'attaccante.

#### Ritiro
Nel gennaio 2021 si ritira dal calcio giocato a soli 30 anni

### Nazionale
Ha militato in tutte le nazionali giovanili austriache ed ha esordito nell'Under-21 il 3 giugno 2009 in amichevole contro la Bulgaria.